# Olivia Thirlby

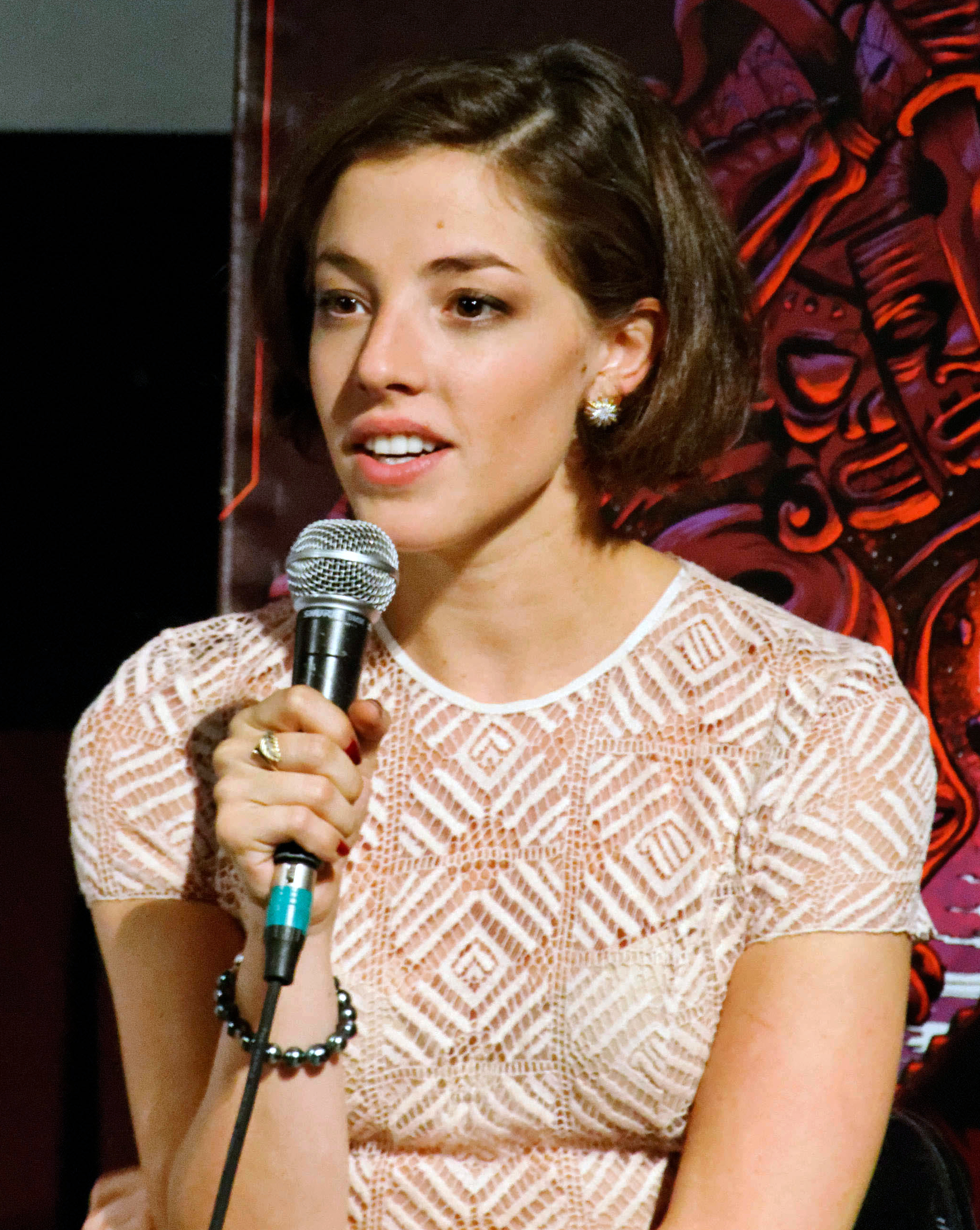
Olivia Thirlby (2012)

Olivia Thirlby (* 6. Oktober 1986 in New York City) ist eine US-amerikanische Schauspielerin.

## Leben und Karriere
Thirlby wuchs in New York City auf, wo sie weiterhin lebt. Sie lernte Schauspielkunst am American Globe Theatre und an der Londoner Royal Academy of Dramatic Art.
Thirlby debütierte 2003 in Theaterstücken. Ihre erste Filmrolle spielte sie 2006 im Katastrophendrama Flug 93. Im Filmdrama Snow Angels war sie 2007 neben Kate Beckinsale zu sehen. In der Komödie Juno spielte sie im selben Jahr die Rolle einer Freundin der ungewollt schwanger gewordenen Schülerin Juno MacGuff (Ellen Page). Im Drama In deiner Haut spielte sie neben David Duchovny die weibliche Hauptrolle. 2012 war sie im Reboot Dredd als Cassandra Anderson neben Karl Urban zu sehen.

## Filmografie
- 2006: Flug 93 (United 93)
- 2006: Unlocked (Kurzfilm)
- 2006–2007: Kidnapped – 13 Tage Hoffnung (Kidnapped, Fernsehserie, 5 Folgen)
- 2007: In deiner Haut (Si j’étais toi)
- 2007: Engel im Schnee (Snow Angels)
- 2007: Juno
- 2007: Bis später, Max! (Love Comes Lately)
- 2008: Eve (Kurzfilm)
- 2008: The Wackness – Verrückt sein ist relativ (The Wackness)
- 2008: New York, I Love You
- 2009: Uncertainty – Kopf oder Zahl (Uncertainty)
- 2009: Solitary Man
- 2009: Der göttliche Mister Faber (Arlen Faber)
- 2009: Breaking Upwards
- 2009: What Goes Up
- 2009: Bored to Death (Fernsehserie, 4 Folgen)
- 2011: Freundschaft Plus (No Strings Attached)
- 2011: Darkest Hour (The Darkest Hour)
- 2011: Margaret
- 2011: Good Vibes (Fernsehserie, 12 Folgen)
- 2012: Being Flynn
- 2012: Dredd
- 2012: Versuchung – Kannst du widerstehen? (Nobody Walks)
- 2014: Red Knot
- 2014: Von 5 bis 7 – Eine etwas andere Liebesgeschichte (5 to 7)
- 2014: Just Before I Go
- 2015: Die Trauzeugen AG (The Wedding Ringer)
- 2015: The Stanford Prison Experiment
- 2015: Welcome to Happiness
- 2016: Between Us
- 2016: Goliath (Fernsehserie, 8 Folgen)
- 2017: Das Alibi (Chappaquiddick)
- 2017: Damascus Cover
- 2018: White Orchid
- 2019: Above the Shadow
- 2019–2020: The L Word: Generation Q (Fernsehserie, 5 Folgen)
- 2021: Y: The Last Man (Fernsehserie, 10 Folgen)
- 2023: Oppenheimer
- 2023: Lousy Carter
- 2023: Dumb Money – Schnelles Geld (Dumb Money)
- seit 2025: Law & Order: Organized Crime (Fernsehserie)